# Čečejovce
Čečejovce – wieś (obec) w południowo-wschodniej Słowacji, położona w kraju koszyckim, w powiecie Koszyce-okolice.

## Położenie
Wieś leży w południowo-zachodniej części Kotliny Koszyckiej, ok. 20 km na południowy zachód od Koszyc i 5,5 km na wschód od Moldavy nad Bodvou. Przebiega przez nią droga krajowa nr 16, łącząca oba te miasta. Zabudowania ciągną się pasem biegnącym z północy na południe, a ich osią jest spływający w tym samym kierunku Čečejovský potok (prawobrzeżny dopływ Idy). Południowym skrajem wsi przebiega linia kolejowa Koszyce - Moldava nad Bodvou - Rożniawa. W północno-wschodniej części miejscowości znajduje się polowe lotnisko Čečejovce-Seleška (słow. Letisko Čečejovce-Seleška).

## Historia
Teren Čečejoviec był zamieszkany przez człowieka już w czasach prehistorycznych. Na terenie wsi stwierdzono ślady ludzkich siedzib z czasów młodszego paleolitu. Odnaleziono również pozostałości osady z neolitu ze śladami chat i ułamkami ceramiki linearnej, na terenie której znaleziono ślady wytopu żelaza, a prawdopodobnie również wydobycia rud żelaza, datowane na schyłek kultury halsztackiej i początek okresu lateńskiego. Na wzgórzu Zvonárka (293 m n.p.m.) na północ od centrum miejscowości, na zachód od obecnego przysiółka Seleška, w IX i X stuleciu funkcjonowała osada wczesnosłowiańska.
Pierwsze wzmianki o miejscowości pochodzą z roku 1317. W XV w. wieś należała do państwa feudalnego Veľká Ida. W czasach najazdów tureckich i powstań antyhabsburskich w XVI i XVII w. była przez długie okresy wyludniona. W gospodarce wsi dominowało rolnictwo. Po II wojnie światowej jej mieszkańcy związali się pracą z nieodległymi Koszycami, a zwłaszcza z pobliską koszycką hutą.

## Demografia
Według danych z dnia 31 grudnia 2012, wieś zamieszkiwało 2070 osób, w tym 1047 kobiet i 1023 mężczyzn.
W 2001 roku rozkład populacji względem narodowości i przynależności etnicznej wyglądał następująco:
- Słowacy – 60,45%
- Czesi – 0,58%
- Niemcy – 0,11%
- Polacy – 0,05%
- Romowie – 1,69%
- Rusini – 0,05%
- Węgrzy – 35,7%

Ze względu na wyznawaną religię struktura mieszkańców kształtowała się w 2001 roku następująco:
- Katolicy rzymscy – 86,15%
- Grekokatolicy – 1,95%
- Ewangelicy – 0,47%
- Prawosławni – 0,05%
- Ateiści – 2,47%
- Nie podano – 0,9%